# Адам Дзєржек
Адам Дзержек герба Нечуя (пол. dam Dzierżek; пом. 1663) — польський шляхтич, політичний діяч.

## Життєпис

### Походження
Походив зі шляхетського роду герба Нечуя, прізвище якого є зміненою формою слов'янського імені Дзержислав. Писалися «зі Скшинця» Люблінського повіту, але, ймовірно, вийшли з Підляшшя, де в Белзькій землі було кілька сіл з такою назвою, в яких мали спадкові дрібні маєтки Дзєржки того ж герба.
Дід — Ян Дзержик, лицар, дисидент, який повернувся в лоно католицької церкви, у шлюбі з Анною із Серків залишив синів:
- Кшиштофа, польського посла до Туреччини й Москви;
- Прандоту, перекладача в канцеляріях Владислава IV і Яна Казімєжа, засновника галицької гілки роду;
- Яна, волинського ловчого (1592), люблінського підстаросту (1593), ловчого (1599), земського підсудка (1603) і земського суддю (1628), від якого йде подільська гілка роду.

Дзержек Адам був сином вищеназваного Яна. Котра з двох дружин його батька, Катажина з Конарських чи Маріанна з Хамців, була його матір'ю — невідомо.

### Політична кар'єра
Був сяніцьким чесником (1643) і підчашим (бл. 1649), жидачівським старостою (бл. 1651), розпєрським каштеляном (бл. 1658). Кілька разів обирався до сейму, де виконував важливі функції, зокрема 1649 р. був призначений збирати кварту з Малопольщі, 1653 р. став комісаром для розрахунків з коронним військом і визначення втрат польського табору під Збаражем. У 1652 р. був обраний депутатом на трибунал до Радома. У 1658 р. брав участь у комісії між Подільським воєводством і Галицькою землею, з одного боку, та Волоською, з іншого, щодо визначення шкоди, завданої волохами. Наступного року був призначений продовжити цю ж справу, яка, однак, знову не була вирішена.

### Земельні володіння
Від 1611 р. володів Секунню та Сушками Володимирського повіту й П'ясечною Жидачівського повіту, в якій запровадив ярмарки (1628). Одружившись у 1640 році з подільською дідичкою Єлизаветою (Ельжбетою) Чурило, правнучкою Мартина Чурила, онукою Мартина Чурила, донькою Миколи Чурила, отримав у посагу 10 000 злотих, а після згасання роду Чурилів — ще частину їхніх маєтностей на Поділлі, м. ін. 1/6 Котюжанського маєтку (частини в Котюжанах, Ольчедаєві та Попелюхах), Стару й Нову Мурафу, Снітків, Михайлівці, Пеньківку, Деребчин.

### Сім'я
У шлюбі з Єлизаветою (Ельжбетою) з Чурилів гербу Корчак мав дітей:
- Францішек Дзержек — жидачівський ловчий (1672), який підписав елекцію Яна III Собеського від Руського воєводства, а коли Поділля було захоплене турками, брав участь у сеймиках подільської шляхти у Львові 1677 р., одружений вперше з Александрою Ґроховською, удруге (шлюб 23 .VI. 1676) — з Геленою Домбровською;
- Ян Дзержек — летичівського чесник (1673), летичівський (1682) і подільський (після 1677) хорунжий, одружений з Катажиною Ґолоцькою;
- Анна — дружина Михайла Флоріана Жевуського.